# Федеральний уряд Німеччини
Федера́льний у́ряд Німеччини (нім. Bundesregierung; Bundeskabinett) — вищий орган виконавчої влади Німеччини.

## Діяльність
Повноваження федерального уряду визначаються статтями 62—69 конституції ФРН.

## Голова уряду
- Федеральний канцлер — Фрідріх Мерц (нім. Friedrich Merz).
- Федеральний віцеканцлер — Роберт Габек (нім. Robert Habeck).

## Кабінет міністрів
Склад чинного уряду подано станом на 8 грудня 2021.
| - Соціал-демократична партія Німеччини | 7 |
| - Союз 90/Зелені                       | 5 |
| - Вільна демократична партія           | 4 |

| Номер | Міністерство                                                                              | Портрет | Міністр                 | Партія | Партія | Початок терміну | Кінець терміну |
| ----- | ----------------------------------------------------------------------------------------- | ------- | ----------------------- | ------ | ------ | --------------- | -------------- |
| 1     | Федеральний канцлер                                                                       |         | Олаф Шольц              | СДПН   |        | 8 грудня 2021   |                |
| 2     | Віцеканцлер Федеральний міністр економіки та захисту клімату                              |         | Роберт Габек            | Зелені |        | 8 грудня 2021   |                |
| 3     | Федеральний міністр фінансів                                                              |         | Крістіан Лінднер        | ВДП    |        | 8 грудня 2021   |                |
| 4     | Федеральний міністр закордонних справ                                                     |         | Анналена Бербок         | Зелені |        | 8 грудня 2021   |                |
| 5     | Федеральний міністр внутрішніх справ                                                      |         | Ненсі Фезер             | СДПН   |        | 8 грудня 2021   |                |
| 6     | Федеральний міністр будівництва                                                           |         | Клара Ґайвіц            | СДПН   |        | 8 грудня 2021   |                |
| 7     | Федеральний міністр юстиції                                                               |         | Марко Бушманн           | ВДП    |        | 8 грудня 2021   |                |
| 8     | Федеральний міністр праці та соціальних питань                                            |         | Губертус Гайль          | СДПН   |        | 8 грудня 2021   |                |
| 9     | Федеральний міністр оборони                                                               |         | Борис Пісторіус         | СДПН   |        | 19 січня 2023   |                |
| 10    | Федеральний міністр продовольства та сільського господарства                              |         | Джем Оздемір            | Зелені |        | 8 грудня 2021   |                |
| 11    | Федеральний міністр у справах сім'ї, людей похилого віку, жінок та молоді                 |         | Анне Шпігель            | Зелені |        | 8 грудня 2021   |                |
| 12    | Федеральний міністр охорони здоров'я                                                      |         | Карл Лаутербах          | СДПН   |        | 8 грудня 2021   |                |
| 13    | Федеральний міністр транспорту та цифрової інфраструктури                                 |         | Фолькер Віссінґ         | ВДП    |        | 8 грудня 2021   |                |
| 14    | Федеральний міністр довкілля, захисту природи, ядерної безпеки та захисту прав споживачів |         | Штеффі Лемке            | Зелені |        | 8 грудня 2021   |                |
| 15    | Федеральний міністр освіти та досліджень                                                  |         | Беттіна Старк-Ватцінгер | ВДП    |        | 8 грудня 2021   |                |
| 16    | Федеральний міністр економічної співпраці та розвитку                                     |         | Свенья Шульце           | СДПН   |        | 8 грудня 2021   |                |
| 17    | Федеральний міністр з особливих доручень Голова федерального відомства Німеччини          |         | Вольфганг Шмідт         | СДПН   |        | 8 грудня 2021   |                |

## Будівля

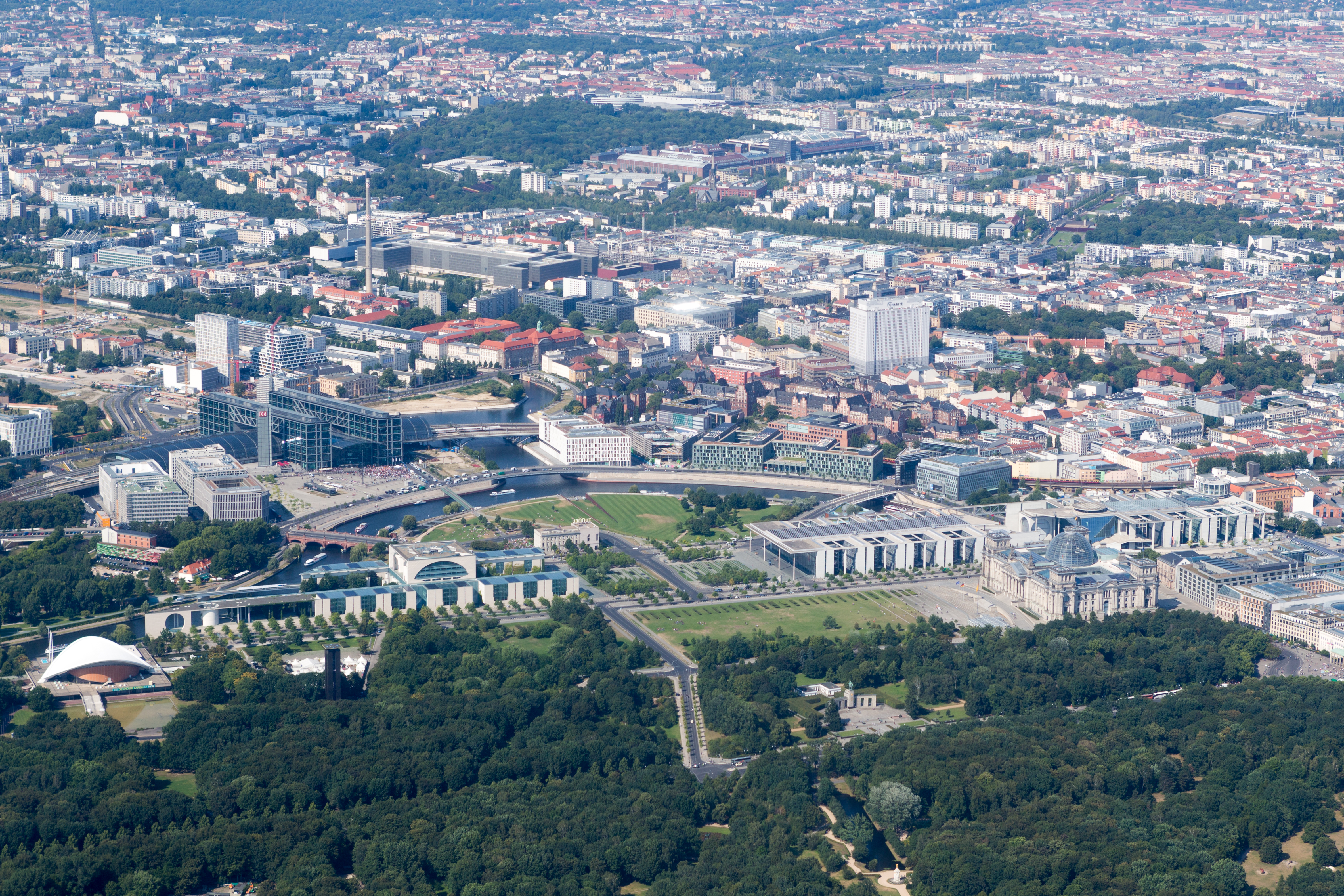
Урядовий квартал Берліна з висоти

## День відкритих дверей
Від 1999 року щоліта проводять день відкритих дверей федерального уряду (нім. Tag der offenen Tür der Bundesregierung). Цього дня всі охочі можуть відвідати Канцелярію федерального канцлера, пресцентр уряду та 14 міністерств.